# Penna San Giovanni
Penna San Giovanni là một đô thị ở tỉnh Macerata ở vùng Marche, có vị trí cách khoảng 60 km về phía nam của Ancona và khoảng 30 km về phía nam của Macerata.
Penna San Giovanni giáp các đô thị: Amandola, Falerone, Gualdo, Monte San Martino, Sant'Angelo in Pontano, Servigliano.
Penna nằm trên đỉnh một ngọn đồi. Đây là một phố cổ có nhiều nhà thờ.